# Carollia sowelli
Carollia sowelli är en fladdermus i familjen bladnäsor som förekommer i Centralamerika. Populationen ingick före 2002 i Carollia brevicauda.
Artepitetet i det vetenskapliga namnet hedrar den amerikanska mecenaten James E. Sowell.

## Utseende
Arten når en absolut längd av 60 till 79 mm, inklusive en 7 till 14 mm lång svans. Den har 37 till 42 mm långa underarmar, 12 till 14 mm långa bakfötter, 16 till 21 mm stora öron och en vikt av 12 till 21 g. Underarmarna är kortare än hos Carollia perspicillata och nära dessa finns inte lika mycket päls på vingarna. Kännetecknande är baksidans hår som har två mörka och två ljusa avsnitt. Allmänt är pälsfärgen kanelbrun, mörkbrun eller gråaktig och pälsen är lång och tät. På nedre läppen förekommer vårt liknande utskott och dessutom finns hudflikar på näsan (bladet) liksom hos andra bladnäsor.

## Utbredning
Utbredningsområdet sträcker sig från delstaten San Luis Potosí i centrala Mexiko till centrala Panama. Arten saknas på karibiska öar. Habitatet utgörs av regnskogar och varma lövfällande skogar. I bergstrakter når Carollia sowelli 2400 meter över havet.

## Ekologi
Denna fladdermus äter frukter som troligen kompletteras med några insekter. Varje kön bildar egna kolonier som vilar i grottor, i bergssprickor, i byggnader eller under stora blad (till exempel av banansläktet). Vid viloplatsen accepteras däremot några andra fladdermöss.

## Status
För beståndet är inga större hot kända. Arten listas av IUCN som livskraftig (LC).